# Eschollmühle
Die Eschollmühle ist eine im 16. Jahrhundert errichtete, denkmalgeschützte ehemalige Wassermühle in Darmstadt-Eberstadt in Hessen.

## Geschichte und Beschreibung
Die Eschollmühle wurde im Jahre 1563 von dem „den Guldenweinzoll“ erhebenden Zöllner Adam Wambolt erbaut. Die Getreidemühle – die westlichste der Eberstädter Mühlen – besaß zwei Mahlgänge. Die Mühle liegt im Flachland und hatte daher ein unterschlächtiges Mühlrad. Im Laufe der Jahrhunderte wurde die Mühlenanlage mehrmals zerstört und wiederaufgebaut. Sie wurde im Jahr 1972 stillgelegt. Die Mühlentechnik existiert heute nicht mehr.
Die Sachgesamtheit umfasst:
- das zweigeschossige Mühlenhauptgebäude mit massivem Erdgeschoss
- den Fachwerkgiebel des Mühlenhauptgebäudes
- die voluminöse Fachwerkscheune mit massivem Erdgeschoss
- die das Mühlenareal rahmende Mauer mit sich innen anschmiegenden, schmalen Nebengebäuden auf wuchtigen Holzpfosten (die teilweise aufgeständert sind)
- ein kleines Gebäude über dem Mühlgraben
- den Mühlgraben mit Wehranlage an der Modau

Den Eckpfosten am Mühlenhauptgebäude schmückt eine künstlerische Schnitzereiarbeit in Form eines Lebensbaums mit der Datierung: Anno 1686.

## Denkmalschutz
Heute dient die Mühlenanlage ausschließlich Wohnzwecken.
Aus architektonischen, industriegeschichtlichen und stadtgeschichtlichen Gründen ist das Bauwerk ein Kulturdenkmal.